# Lamprops lomakinae
Lamprops lomakinae is een zeekommasoort uit de familie van de Lampropidae. De wetenschappelijke naam van de soort is voor het eerst geldig gepubliceerd in 1993 door Tsareva &Vassilenko.